# Seminarium Nauczycielskie w Rogoźnie

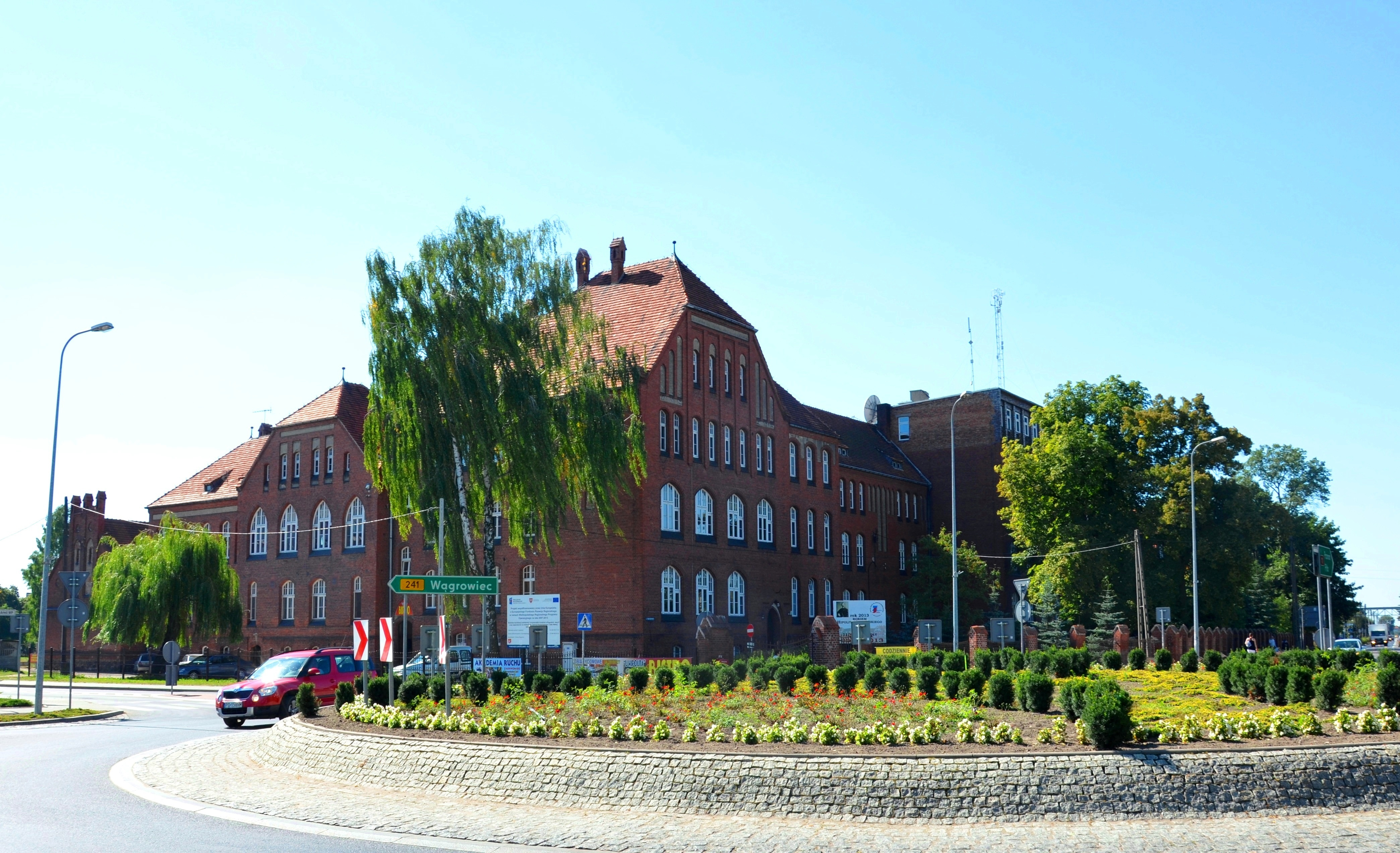
Gmach szkoły

Seminarium Nauczycielskie w Rogoźnie – seminarium nauczycielskie działające w Rogoźnie w latach 1903–1937.

## Historia seminarium
14 marca 1903 Prowincjonalne Kolegium Szkolne w Poznaniu zawarło umowę z władzami Rogoźna o budowie seminarium. Naukę rozpoczęto 16 października 1903. Początkowo odbywała się w budynku wynajętym przez miasto. Nowy gmach Königlisches Lehrerseminar (bo tak pierwotnie nazywała się szkoła) został otworzony i poświęcony 6 kwietnia 1908.
W czasie wojny 17 sierpnia 1914 gmach udostępniono wojsku w celu urządzenia szpitala.
W styczniu 1919 władze w Rogoźnie przejął polski sześcioosobowy komitet. 15 maja 1919 uroczyście ponownie otwarto gmach szkoły, a 16 maja rozpoczęto naukę pod polską jurysdykcją. Pierwszym polskim dyrektorem został Franciszek Pawłowski, brat Stanisława Pawłowskiego, mąż Stanisławy Pawłowskiej.
W reakcji na powstanie śląskie 31 sierpnia 1919 zorganizowano koncert pod hasłem „Ratujmy Górny Śląsk”. Dochód (885 mk.) został przekazany Komitetowi finansowemu obrony Śląska w Poznaniu.
Pod koniec lipca 1920 seminarium było miejscem pobytu stu uchodźców z ziem wschodnich, w większości kobiet. Byli to nauczyciele z powiatów wileńskiego, wilejskiego, grodzieńskiego, bracławskiego i lidzkiego.
Na wojnę polsko-bolszewicką zostało zaciągniętych 86 uczniów seminarium, w tym 13 w charakterze ochotników. W 1937 seminarium przekształcono w liceum pedagogiczne.
Neogotycki gmach seminarium jest obecnie siedzibą Zespołu Szkół im. Hipolita Cegielskiego.

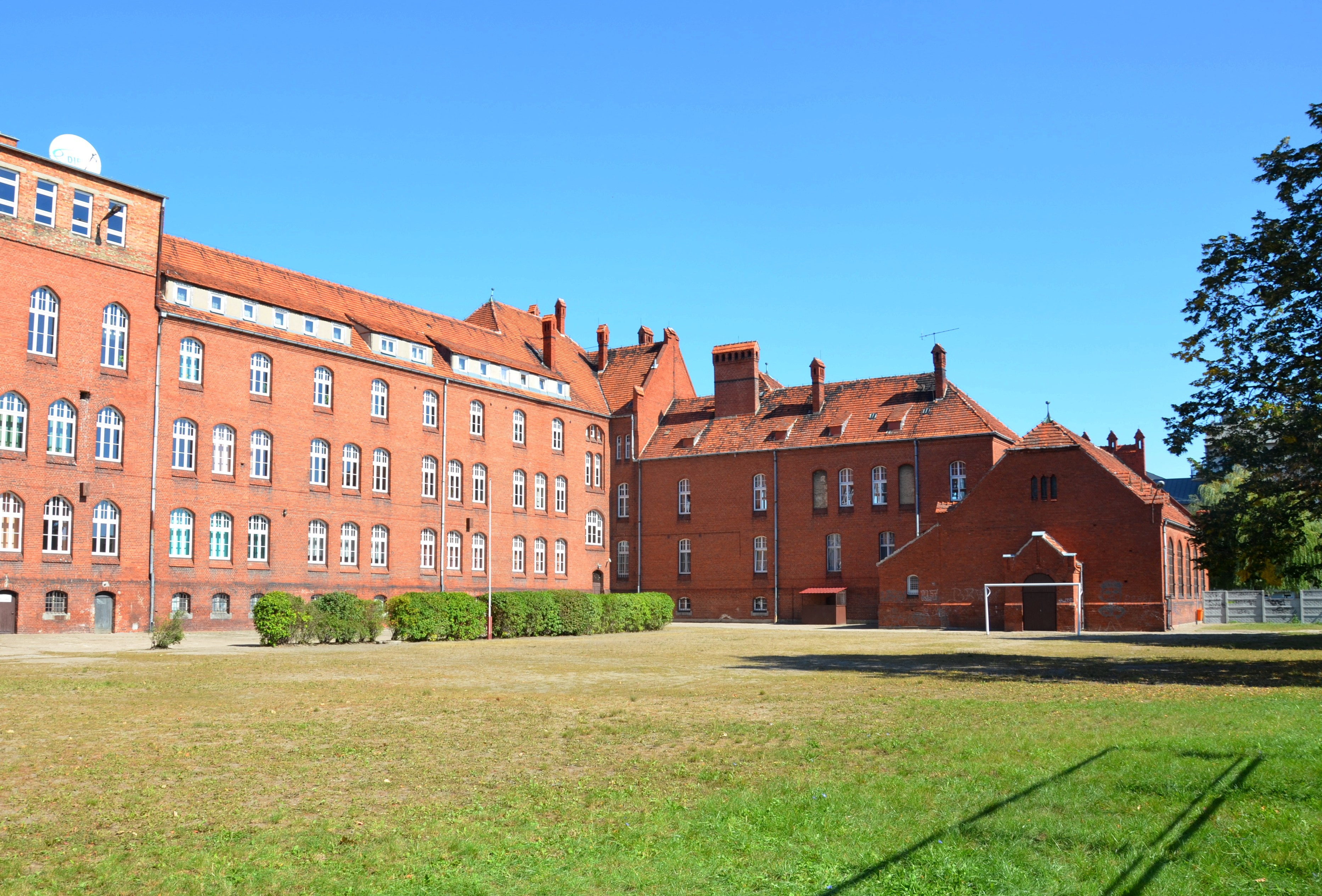
Widok od strony boiska - skrzydło północne
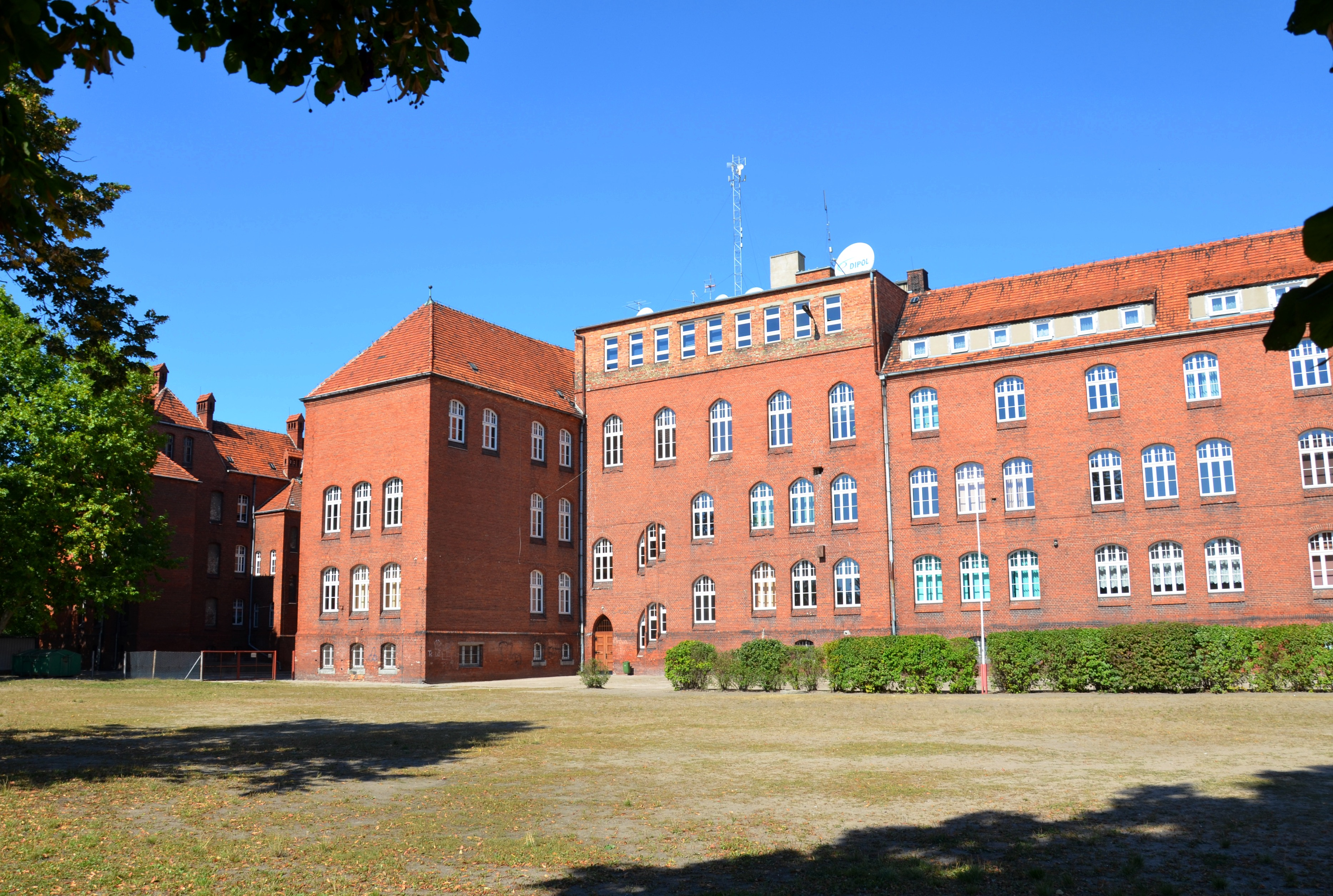
Widok od strony boiska - skrzydło południowe
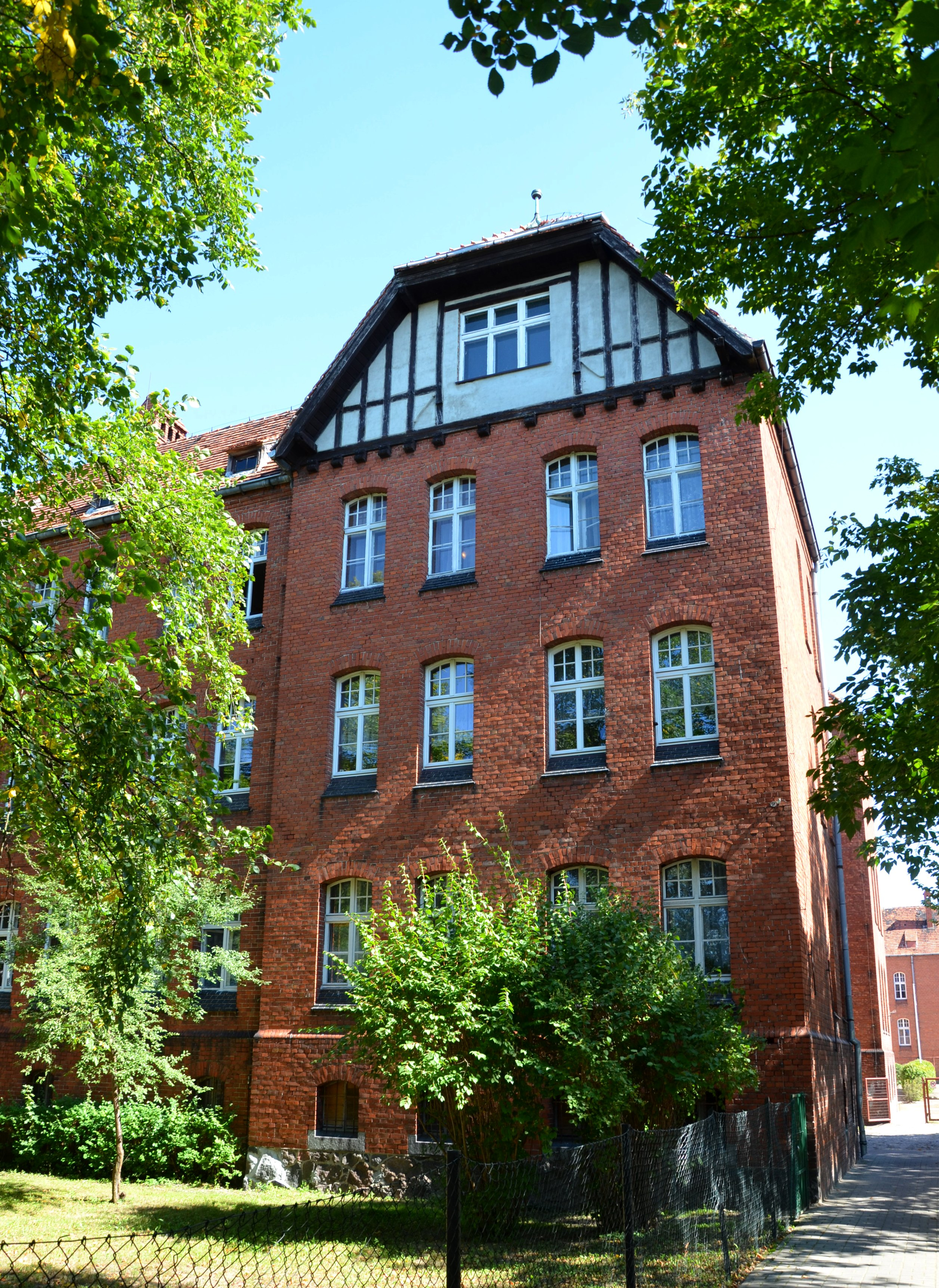
Skrzydło
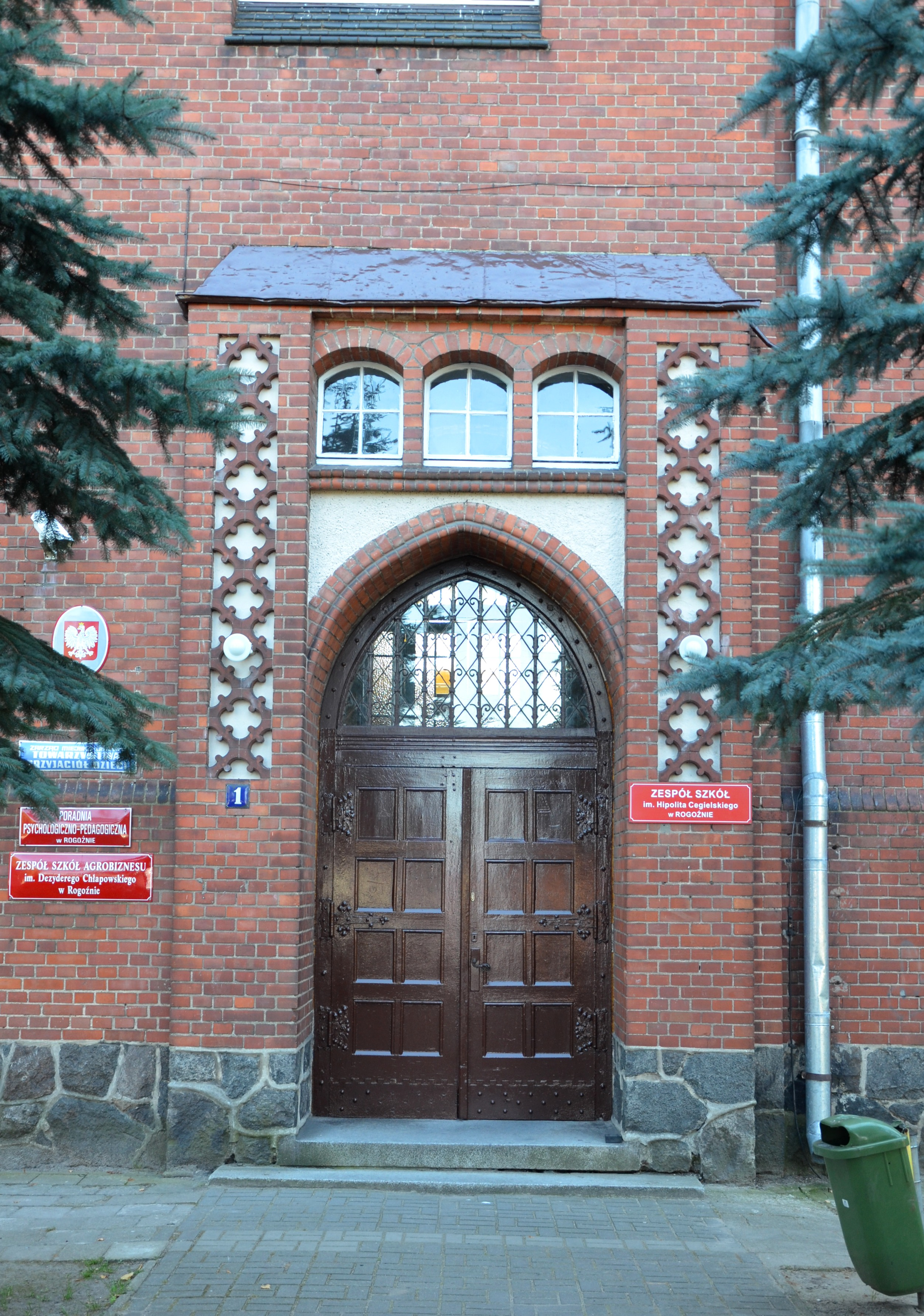
Główne wejście
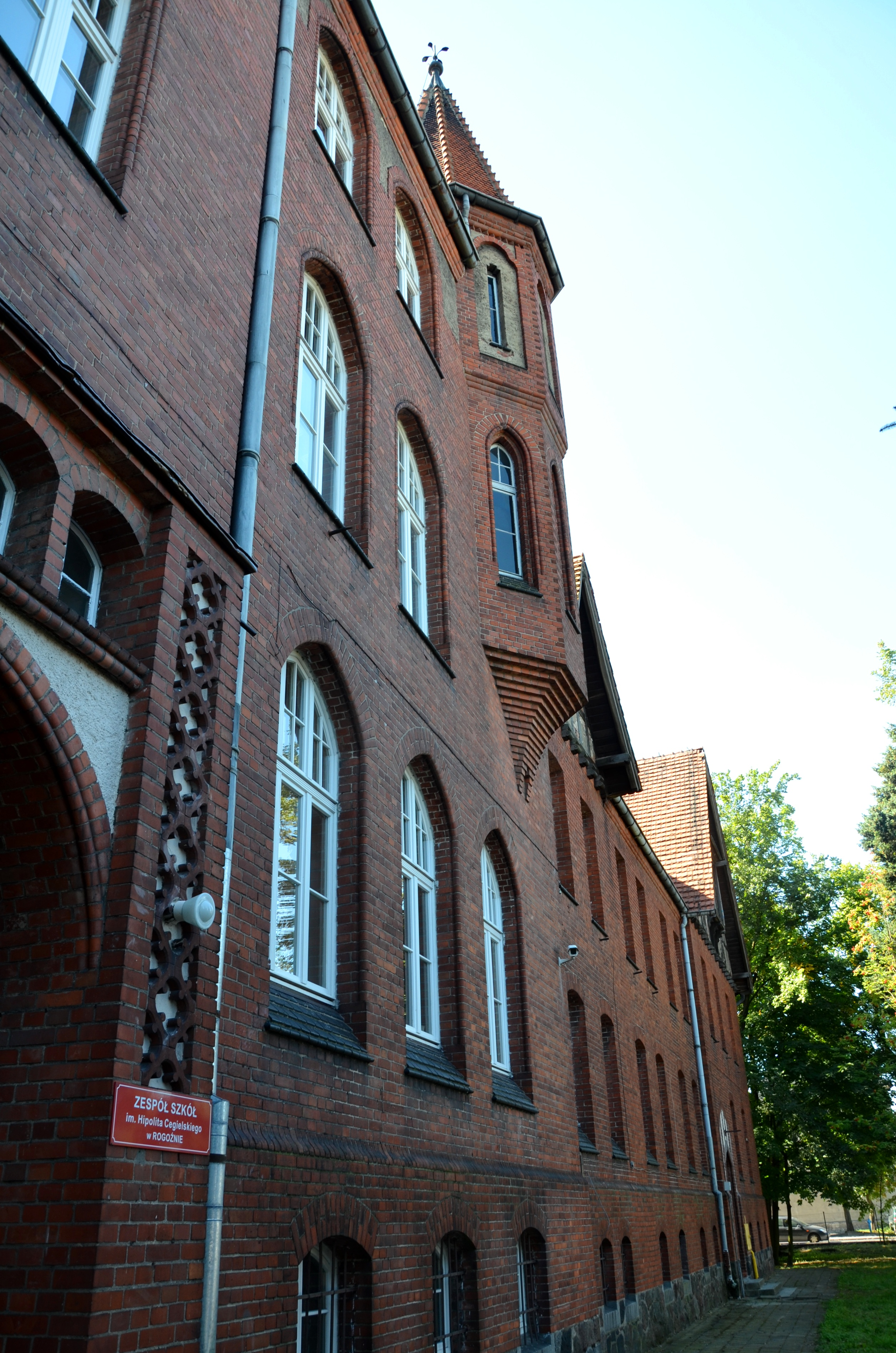
Neogotyckie detale elewacji

## Ludzie związani z seminarium
- Kazimierz Baraniecki
- Leon Furmanowicz
- Wojciecha Dutkiewicz
- Franciszek Jujka
- Edmund Karaśkiewicz
- Gerard Linke
- Andrzej Małach
- Józef Melzer
- Jan Mikołajewski
- Stanisława Pawłowska
- Tadeusz Pezała
- Roman Pufahl
- Franciszek Sarnowski
- Roman Szczepaniak